# Place des Sources-du-Nord
La place des Sources-du-Nord est une voie située dans le 20e arrondissement de Paris, en France.

## Situation et accès
La place des Sources-du-Nord débute au carrefour de la rue de la Mare et de la rue d'Eupatoria et se termine en impasse.

## Origine du nom
La dénomination fait référence à l'ensemble des captages réalisés au Moyen-Age sur les hauteurs de Belleville pour alimenter en eau les fontaines de Paris,,.

## Historique
Les sources du Nord, qui font référence aussi bien aux eaux du Pré-Saint-Gervais qu'aux eaux de Belleville, étaient un ensemble d'aménagements hydrauliques qui, dès le Moyen Âge, permirent de drainer l'eau des hauteurs de Belleville et du Pré-Saint-Gervais vers Paris. Ces captages médiévaux aujourd'hui périmés ont alimenté fontaines publiques et abbayes pendant des siècles et constitué un moyen précieux d'alimentation en eau des Parisiens.
Fruit d'un travail mené par l'Association des Sources du Nord – Etudes et Préservation (ASNEP), la place des Sources-du-Nord a été inaugurée le 20 octobre 2012 en hommage au travail des générations qui ont permis, dès le 12e siècle, d'alimenter en eau les fontaines de Paris,.

## Anecdote
Une place du même nom, créée au début des années 2000, existe dans la commune limitrophe des Lilas (93260), ce qui cause des confusions fréquentes pour les livreurs et chauffeurs de taxi ou VTC.